# Portlandi Teológiai Főiskola
A Portlandi Teológiai Főiskola keresztény magánintézmény az Amerikai Egyesült Államok Oregon államának Portland városában, a Sziklás-tanúhegyen. Az 1967-ben alapított főiskola a Nemzetközi Lelkészközösséggel áll kapcsolatban.

## Oktatás
Marc Estes rektor szerint a főiskola „elkötelezett a helyi gyülekezetek megerősítését szolgáló vezetők képzése és felkészítése iránt”, valamint művészeti, ifjúsági szolgálati és egyetemi előkészítő bölcsészképzést kínál. Alapképzések mellett felsőoktatási szakképzések is folynak. Az intézménynek körülbelül 35 alkalmazottja van.
A teológiai és egyházzenei képzések célja „széleskörű ismereteket nyújtson a zenéről, a ritmushangszerekről és az istentiszteletek vezetéséről”.
Honlapjuk szerint a hallgatók ötöde külföldi. Több más intézménnyel hallgatócsere-megállapodást kötöttek.

## Akkreditáció
Az intézmény Kalifornia, Oregon és Washington államokban adhat ki diplomát, azonban sem az oktatási minisztérium, sem a felsőoktatási akkreditációs tanács nem akkreditálta, és nem tudják garantálni, hogy minőségi oktatás folyik itt. A főiskola lépéseket tett az Oktatás-megbízhatósági Tanácsba való belépéshez. Oregonban a veteránok számára kijelölt felsőoktatási intézmények között szerepel.
Washingtonban a főiskola vallási intézményként a Degree-Granting Institutions Act értelmében akkreditációs mentességet élvez. Az állam nem vizsgálja a főiskolát; aki további információhoz szeretne jutni, közvetlenül az intézményhez fordulhat. A Degree-Granting Institutions Act értelmében csak akkreditált intézmények adhatnak ki diplomát, azonban ez alól léteznek kivételek.
Kaliforniában az intézményt a magánoktatási bizottság döntése alapján vették nyilvántartásba.

## Sport
A kosárlabdacsapat a National Christian Collegiate Athletics Association és a Pacific Coast Athletics Conference tagja.

## Fordítás
- Ez a szócikk részben vagy egészben  a   Portland Bible College című angol Wikipédia-szócikk ezen változatának fordításán alapul.  Az eredeti cikk szerkesztőit annak laptörténete sorolja fel. Ez a jelzés csupán a megfogalmazás eredetét és a szerzői jogokat jelzi, nem szolgál a cikkben szereplő információk forrásmegjelöléseként.